# هنری بالدوین هایدی
هنری بالدوین هایدی (انگلیسی: Henry Baldwin Hyde; ۱۵ فوریهٔ ۱۸۳۴ – ۲ مهٔ ۱۸۹۹) کارآفرین اهل ایالات متحده آمریکا بود، که در سال ۱۸۹۵ شرکت اکوئیتبل هلدینگ را تأسیس کرد.